# Daulia subaurealis
Daulia subaurealis is een vlinder uit de familie van de grasmotten (Crambidae), uit de onderfamilie van de Spilomelinae. De wetenschappelijke naam van deze soort is voor het eerst voorgesteld als Lepyrodes subaurealis door Francis Walker in een publicatie uit 1866.
De soort komt voor in Zuid-Afrika.